# Foro Vinario
Nell'antica Roma, il Foro Vinario (in latino Forum Vinarium) era il Foro Venale dedicato alla vendita del vino.
Esso è noto solo dalla citazione degli argentarii de foro vinario ("banchieri del foro vinario") in quattro iscrizioni.
Era probabilmente ubicato nell'area dell'attuale quartiere Testaccio, tra l'Aventino e il Tevere, in stretto rapporto topografico con il Portus Vinarius (dove si riceveva il vino trasportato via fiume) e con l'Emporium, sebbene si propenda per collocare sia il Portus Vinarius, sia il Forum Vinarium nel Campo Marzio settentrionale, ove si ricevevano via fiume i vini provenienti dall'interno della penisola italiana. 

## Rationalis vinorum
In relazione al Forum vinarium è la figura del Rationalis vinorum, persona dedicata alla registrazione dei vini importati da Toscana, Campania e Marche. Riferisce Lampridio che il rationalis era preposto alla riscossione delle imposte sui vini importati.